# ナイトホークス (絵画)
『ナイトホークス』（英語: Nighthawks）は、アメリカ合衆国の画家エドワード・ホッパーが1942年に描いた油絵である。
深夜のダウンタウンのダイナーの大きなガラス窓越しに、その中にいる3人の客と1人の店員を描いている。ダイナーから漏れた光が、さびれた都会の暗い街並みを照らしている。タイトルは、直接的にはヨタカのことだが、「夜遊びする人」「夜型人間」という意味もある。
完成から数か月でシカゴ美術館が3,000ドルで購入し、今なお同館の所蔵品となっている。この作品は、ホッパーの作品の中で最も有名なものと評されており、アメリカ美術において最も認知されている絵画の一つである。

## 作品について
| エドワード・ホッパー |  | ホッパーはヘミングウェイの小説に影響を与えた。 |
| エドワード・ホッパー |  | ホッパーはヘミングウェイの小説に影響を与えた。 |

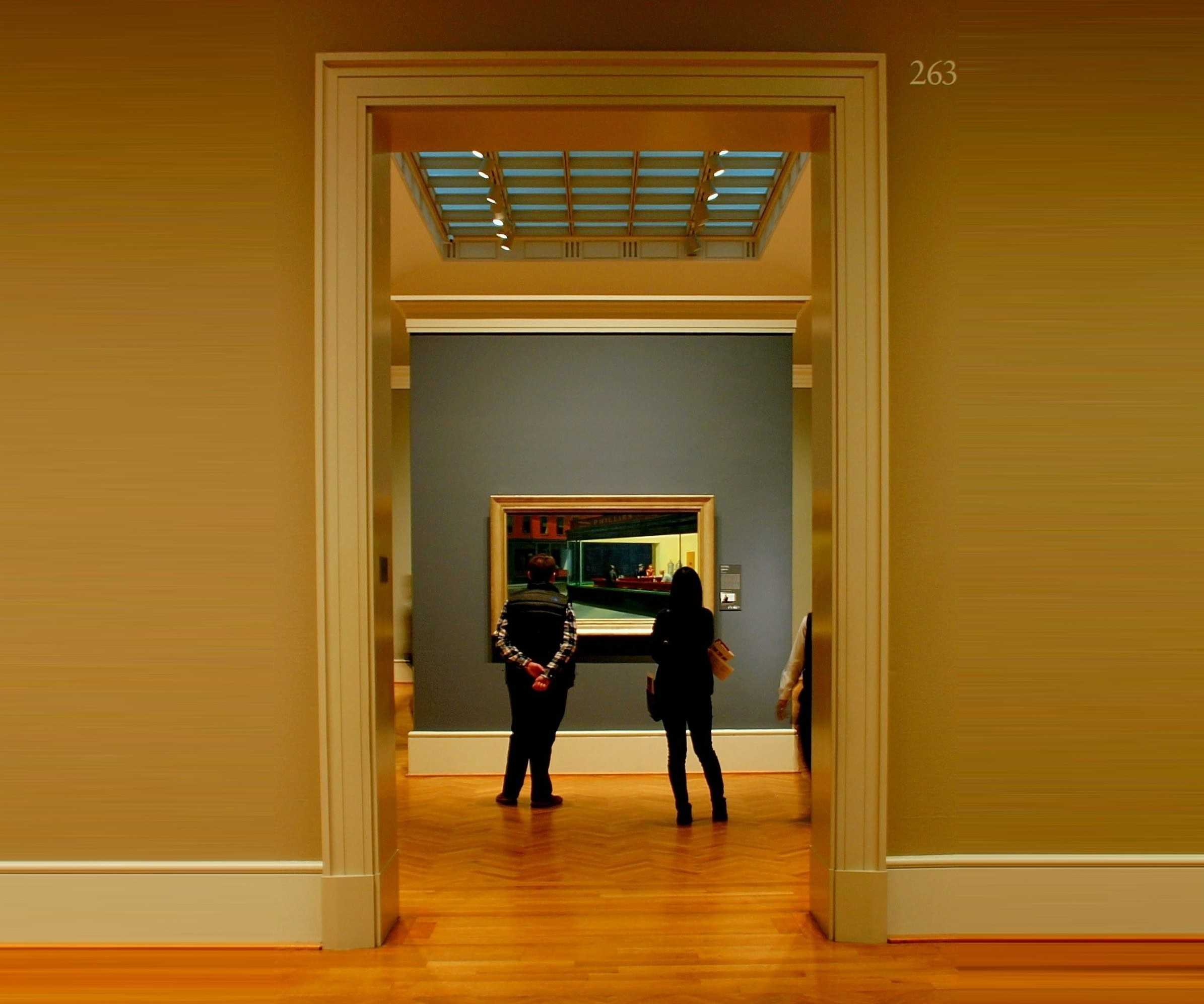
シカゴ美術館にて展示中の本作品

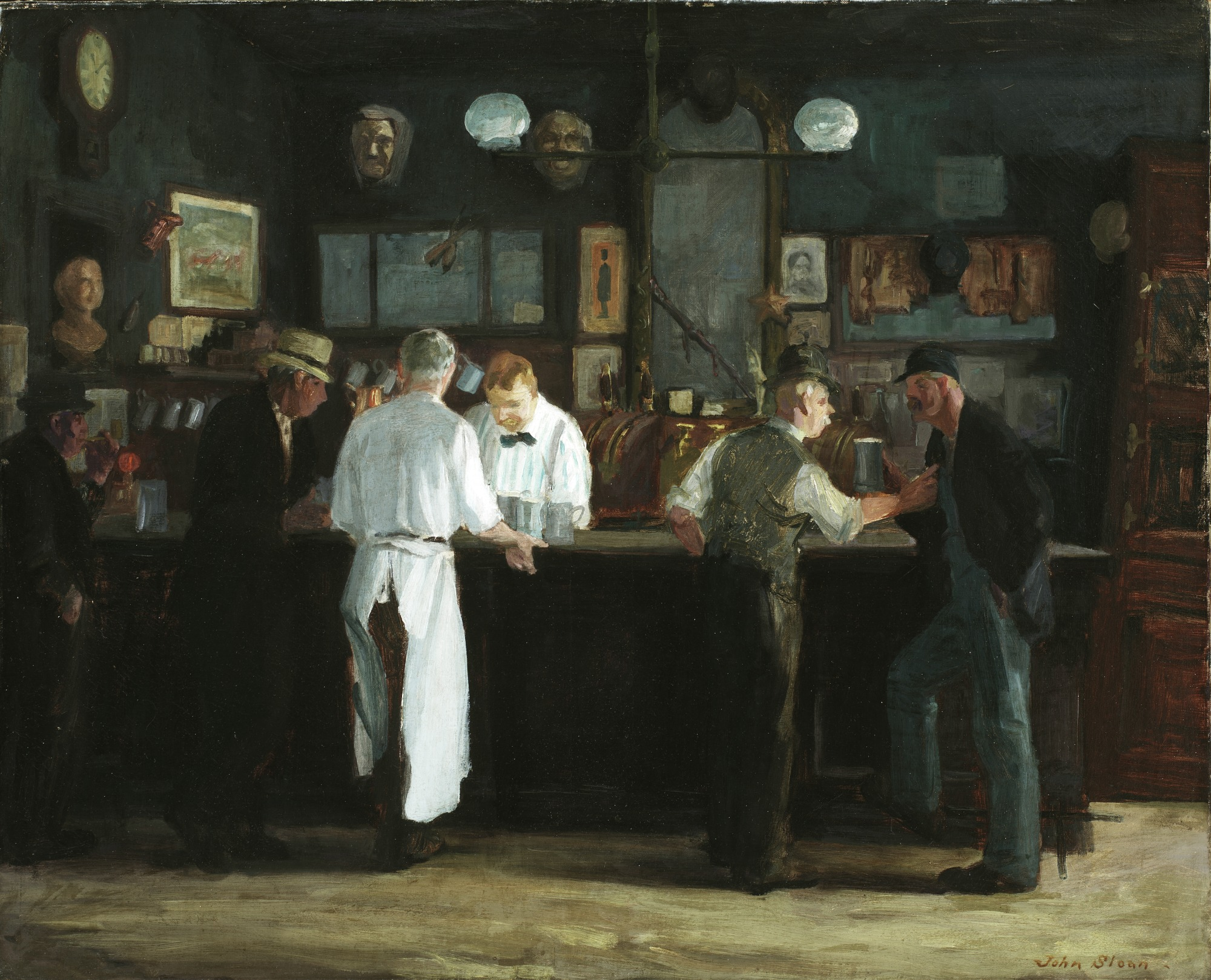
ジョン・スローン『マクソーリーのバー(McSorley's Bar、1912年)』デトロイト美術館蔵

本作は、アーネスト・ヘミングウェイの短編小説から着想を得て製作されたと示唆されている。ホッパーが絶賛していた『殺し屋』（1927年）か、より哲学的な内容の『清潔で明るい場所』（1933年）のいずれかである。本作における孤独や空虚さについて質問されたホッパーは、「自分は特に（この絵から）孤独は感じなかった」と述べ、「おそらく、無意識のうちに大都市の孤独を描いていたのだろう」と語った。

### 本作についてのジョセフィン・ホッパーの記述
1924年の結婚の直後から、エドワード・ホッパーとその妻のジョセフィン（ジョー）は日記をつけ始めた。エドワードは自身が描いた作品のスケッチを鉛筆で描き、技術的な細部について詳しい説明を記載した。ジョーはその後、作品のテーマに関する追加情報を書き加えた。
「ナイトホークス」と記入されたページには、エドワードの筆跡で、本作品の本来意図したタイトルは2語の"Night Hawks"であり、1942年1月21日に完成していた旨が書かれている。このページのジョーによる追記には、本作のタイトルがカウンターにいる男の客の鼻が鳥の嘴の形に似ている可能性、もしくは、客の一人の外見がタイトルの本来の意味に関係するように手を加えた可能性があることなど、かなり詳細なことが書かれている。
Night + brilliant interior of cheap restaurant. Bright items: cherry wood counter + tops of surrounding stools; light on metal tanks at rear right; brilliant streak of jade green tiles 3⁄4 across canvas—at base of glass of window curving at corner. Light walls, dull yellow ocre 〔ママ〕 door into kitchen right.

Very good looking blond boy in white (coat, cap) inside counter. Girl in red blouse, brown hair eating sandwich. Man night hawk (beak) in dark suit, steel grey hat, black band, blue shirt (clean) holding cigarette. Other figure dark sinister back—at left. Light side walk outside pale greenish. Darkish red brick houses opposite. Sign across top of restaurant, dark—Phillies 5¢ cigar. Picture of cigar. Outside of shop dark, green. Note: bit of bright ceiling inside shop against dark of outside street—at edge of stretch of top of window.
日本語訳
夜＋安レストランの鮮やかな内装。明るいアイテム: チェリー材のカウンター＋周囲のスツールの天板；右奧の金属製タンクの光；カンバスの3⁄4を横切る翡翠色の鮮やかな筋――角がカーブした窓ガラスの底辺にある。明るい壁、厨房の右側のくすんだ黄土色のドア。

カウンターの中に白衣（コート、帽子）を着たとても見た目の良い金髪の少年。赤いブラウスを着た茶色の髪の少女がサンドイッチを食べている。ダークスーツ、スチールグレーの帽子、黒いバンド、青のシャツ（きれい）を着たヨタカ（嘴）の男がタバコを持っている。左にいるもう一人の人物は暗い不吉な感じの後ろ姿。外の明るい歩道は淡く緑がかっている。向かいは濃い赤の煉瓦の家。レストランの上に暗い看板、Phillies 5¢ cigar、葉巻の絵。店の外は暗く、緑色。注意：店の中の天井の明るさと外の通りの暗さの対比――窓の上部の広がりの端において。
1942年1月、エドワードの姉マリオンに宛てた手紙の中で、ジョーは次のように書いている。
エドは3人の人物が座る夜のランチカウンターという、とても素晴らしい絵を完成させたところです。「ナイト・ホークス」というタイトルはとても合っています。鏡に写った2人の男のポーズをE（エドワード）が、女の子のポーズを私がとりました。彼は1か月半ほどでそれを製作しました。

## 所有者の変遷

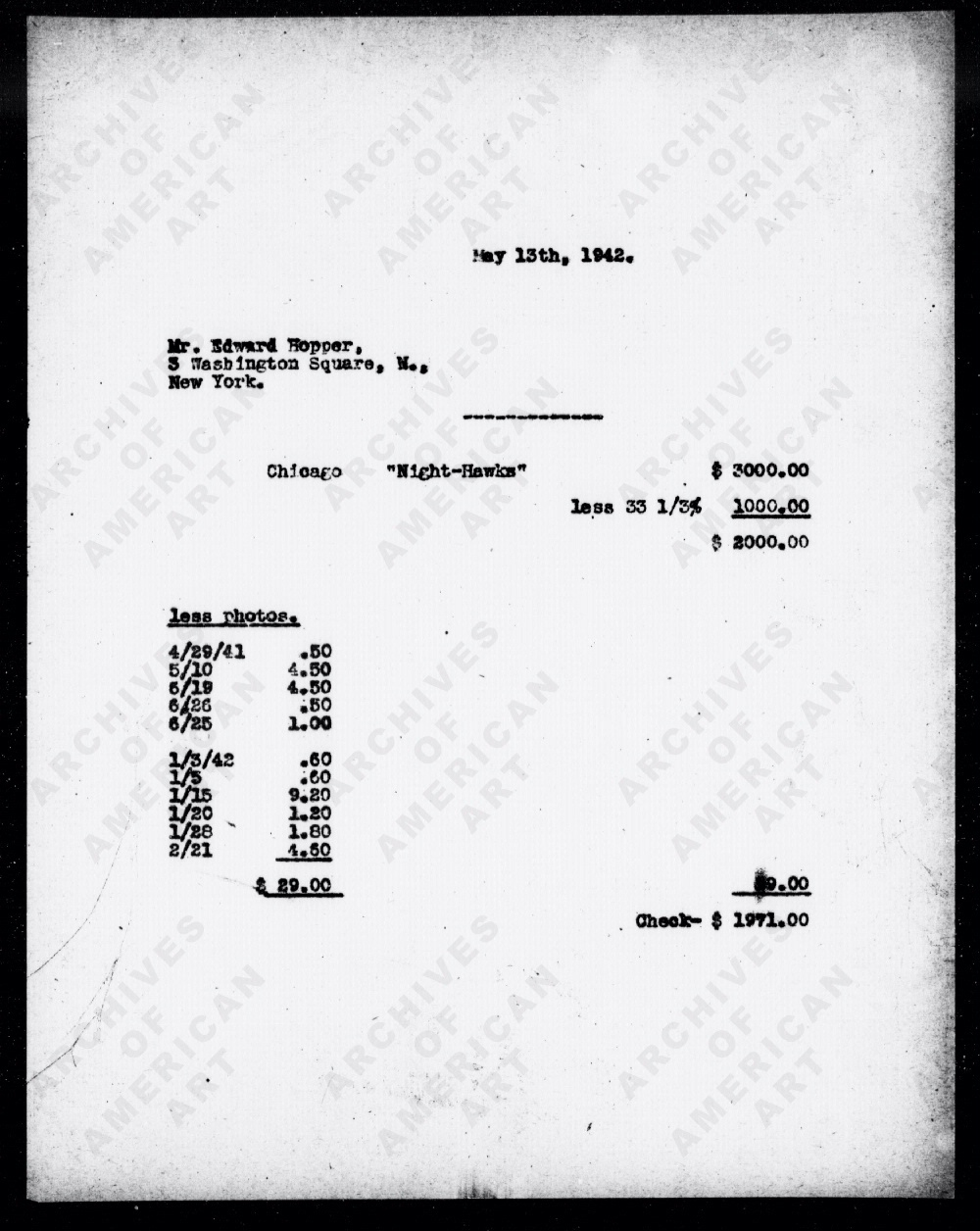
シカゴ美術館からホッパーに渡された領収書。手数料と経費を差し引いた1,971ドルが支払われたことが示されている。

1941年から1942年にかけての冬に完成させた後、ホッパーはこの作品を、いつも彼の絵が販売されているレーンの画廊に展示した。この絵は約1か月間その画廊に置かれていた。シカゴ美術館館長ダニエル・キャットン・リッチが企画したニューヨーク近代美術館(MoMA)でのアンリ・ルソー展の開会式が聖パトリックの祝日（3月17日）に開かれ、ホッパー夫妻も出席した。リッチはMoMA館長のアルフレッド・バーとともに出席していた。バーはホッパーが1年前に描いた『ガス・ステーション』について熱心に語り、ジョーはリッチに「『ナイトホークス』を見るためにレーンへ行くべきだ」と言った。リッチはレーンへ行き、『ナイトホークス』はウィンスロー・ホーマーのように素晴らしいと評して、すぐにシカゴ美術館で購入する手配をした。1942年5月13日、シカゴ美術館はこの絵を3,000ドル（2022年の物価換算で53,730ドル）で購入した。

## ダイナーの位置

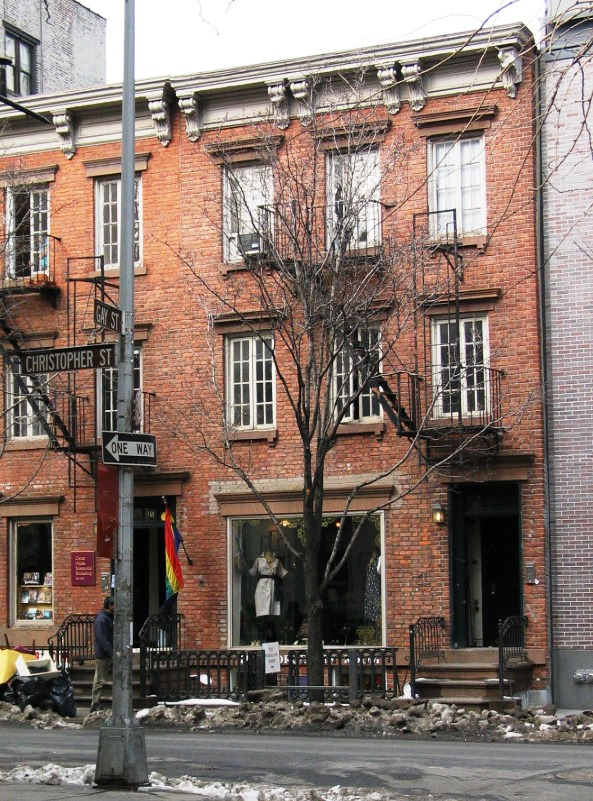
背景の建物に似た、グリニッジ・ヴィレッジのクリストファー ストリートにある古い商業ビル

この作品に描かれたダイナーは、ホッパーのマンハッタンの家の近くにあるグリニッジ・ヴィレッジのダイナー（現存しない）から着想を得たものと見られている。ホッパー自身も、「2つの通りが交わるグリニッジ・アベニューにあるレストランから思いついた」と語っている。また、「風景を大幅に簡略化し、レストランを大きくした」とも述べている。
ホッパーの発言がきっかけとなり、彼のファンはこのダイナーがあった場所を探すようになった。ファンの一人の2010年のブログには「ナイトホークスのダイナーが本物のダイナーであって、画家の想像の中で食料品店・ハンバーガー屋・パン屋を組み合わせて作られた合成物ではないという考えをやめるのは非常に難しいと感じている」と書かれている。
ダイナーがあった場所としてよく言及されるのは、7番街、グリニッジ・アベニュー、西11丁目の交差点にあるムーリー・スクエアと呼ばれる空き地である。ここは、ワシントン・スクエアにあったホッパーのアトリエから西に7ブロックほど離れた場所にある。しかし、ジェレマイア・モスは『ニューヨーク・タイムズ』紙の記事において、1930年代から1970年代までここにはガソリンスタンドがあったため、この絵に描かれたダイナーがあった位置ではないはずだと述べている。
モスは、1950年代の土地利用図から、30年代後半から50年代前半のある時期に、ムーリー・スクエアの近くに新しいダイナーが作られたことを発見した。その位置は、ガソリンスタンドのすぐ側の、北側の空き地ではなく、南西側のペリー・ストリートが斜めになった箇所である。その地図は、ニューヨーク・タイムズの記事に掲載されていないが、モスのブログに掲載されている。
モスは、ホッパーが述べた、この絵は実在のレストランから単に「思いついた」ものであり、「風景を大幅に単純化し」、「レストランを大きくした」という言葉を信じるべきだと主張した。すなわち、ホッパーが描いた絵と同じ現実の風景はおそらく存在しないし、仮に実在したとしても、その正確な位置を特定するのに十分な証拠はもはやないのである。モスは、「究極の真実は完全に手の届かない場所にある」と結論づけた。

## 大衆文化において
『ナイトホークス』が広く認知されていることから、様々なオマージュやパロディが作られている。2017年に英国ロイヤル・アカデミー・オブ・アーツ (RA) が発表した「最もパロディ化された芸術作品10選」の中に本作も含まれている。

### 絵画と彫刻
多くのアーティストが、本作品を連想させる、もしくは本作品からインスパイアされた作品を作ってきた。
1960年代後半から1970年代前半のスーパーリアリズムのアーティストたちはホッパーの影響を受けた。その一人のラルフ・ゴーイングスは、ダイナーを描いた本作品を想起させるような作品をいくつか作成した。リチャード・エステスは1971年に、本作品のような角地の店を描いた"People's Flowers"を製作したが、本作とは異なり昼間であり、大きな窓に通りや空が映し出されていた。
ロジャー・ブラウンの1969年の作品"Puerto Rican Wedding"の左下に描かれたカフェは『ナイトホークス』のダイナーによく似ており、ブラウンは「『ナイトホークス』の模倣のつもりではないが、それでも非常に参考にした」と語った。
1970年代には、より直接的に本作を引用した作品が現れ始めた。ゴットフリート・ヘルンヴァインの絵画"Boulevard of Broken Dreams"（1984年）では、3人の客がアメリカのポップカルチャーのアイコンであるハンフリー・ボガート、マリリン・モンロー、ジェームス・ディーンに、店員がエルヴィス・プレスリーに置き換えられている。ホッパー研究者のゲイル・レヴィンによれば、ヘルンヴァインは『ナイトホークス』のうら寂しい雰囲気を、1950年代のアメリカ映画、および「この10年間で最も愛された有名人の悲劇的な運命」と結びつけている。レッド・グルームスによる1980年のパロディ作品"Nighthawks Revisited"では、通りに歩行者、猫、ゴミが溢れかえっている。バンクシーによる2005年のパロディ作品では、ユニオン・フラッグのボクサーパンツを履いた上半身裸の太ったフーリガンがダイナーの外で酔っ払って立っており、ダイナーの窓が椅子で叩き割られている。カリフォルニア州サンタローザの中華料理店跡に本作を再現した大きな壁画が描かれていたが、2019年にこの建物は取り壊された。

### 文学
何人かの作家が、本作品に描かれた客たちがなぜこの店にいるのか、このシーンの後に何が起こるのかを書いている。ヴォルフ・ヴォンドラチェクの詩"Nighthawks: After Edward Hopper's Painting"は、一緒に座っている男女を疎遠になった夫婦として描いている。ジョイス・キャロル・オーツは"Edward Hopper's Nighthawks, 1942"という詩の中で、絵の中の人物の心の中での独白を書いている。ドイツの週刊誌『デア・シュピーゲル』には、この絵を題材とする5本の短編が掲載され、その中の一つの脚本家のクリストフ・シュリンゲンズィーフによるものは、このシーンをチェーンソーによる虐殺の現場とするものだった。マイクル・コナリー、エリック・ジェンドレセン、スチュアート・ダイベックは、この絵にインスパイアされた短編小説を書いた。ジョン・ケーニッヒの"The Dictionary of Obscure Sorrows"（曖昧な悲しみの辞書）では、"nighthawk"の項目で本作に言及している。

### 映画
ホッパーは熱心な映画ファンであり、批評家はホッパーの絵画が映画スチルに似ていると指摘している。本作や1921年の"Night Shadows"などは、1940年代のフィルム・ノワールの見た目を先取りするものである。
1981年のミュージカル映画『ペニーズ・フロム・ヘブン』がホッパーの作品の影響を受けていることは広く知られている。同作のプロダクション・デザイナーのケン・アダムは、『ナイトホークス』のシーンをセットとして再現している。映画監督のヴィム・ヴェンダースは、1997年の映画『エンド・オブ・バイオレンス』で本作のシーンを劇中劇のセットとして再現した。ヴェンダースは、ホッパーの作品が映画製作者によって魅力的なのは、「カメラがどこにあるかが常に分かる」からだと述べている。『摩天楼を夢みて』（1992年）でも本作のダイナーに似たカフェが登場する。ラルフ・バクシ監督の1973年のアニメ映画『ヘヴィー・トラフィック』で、この絵が背景として使われているシーンがある。
リドリー・スコット監督の映画『ブレードランナー』の見た目は本作の影響を受けている。スコットは「私が求めていた見た目と雰囲気を説明するために、この絵画の複製を常に制作チームの目の前で振り回していた」と述べている。
2009年の『ナイト ミュージアム2』にも本作が登場し、絵の中の人物が絵の外の出来事に反応している。

### 音楽
- トム・ウェイツの1975年のアルバム"Nighthawks at the Diner"（日本でのタイトルは『娼婦たちの晩餐〜ライヴ』）は本作からタイトルを取ったものであり、ジャケット写真や収録曲の歌詞も本作からインスパイアされている[41]。
- オーケストラル・マヌーヴァーズ・イン・ザ・ダークの2013年のシングル『夜のキャフェー』（原題:"Night Café"、アルバム『電気仕掛けの英吉利人』収録）は本作の影響を受けており、歌詞でホッパーの名前や、彼の絵画7点について言及している[42]。
- アメリカの作曲家デイヴィッド・マスランカによるピアノと打楽器のための四重奏曲"This is the World"の第1楽章は「ナイトホークス」というタイトルが付けられており、ホッパーの絵画からインスピレーションを得ている[43]。

### 演劇
- ジョナサン・ミラー（英語版）の監督によりイングリッシュ・ナショナル・オペラが1982年に上演したヴェルディのオペラ『リゴレット』は、舞台を1950年代のニューヨークに置き換えており、『ナイトホークス』に登場するダイナーをイメージしたバーがある通りを舞台としている[44]。

### テレビ
- テレビアニメシリーズ『ザ・シンプソンズ』の1997年のエピソード「ホーマーとバートの密造酒作戦」に、本作のダイナーが登場する[45]。
- シットコム『フアン家のアメリカ開拓記』のシーズン2のポスターは本作のパロディで、作中の人物がドラマの登場俳優に置き換えられており、中国系アメリカ人女優のコンスタンス・ウーが箸を使っている[46]。

### 漫画
日本の漫画家であるフォビドゥン澁川作で、週刊ヤングジャンプに連載中の『スナックバス江』では、連載100回の扉絵が本作のパロディとなっており、作中の人物を漫画の登場人物に置き換えて描いている。また、見出しの作品名に添えたコピーを、「心美しき、夜の大人たち（ナイトホークス）へ送る、ギャグマンガ」としている。